# Alexander Juel Andersen
Alexander Juel Andersen (Viborg, 29 januari 1991) is een Deens voetballer (verdediger) die sinds 2013 voor de Deense eersteklasser Aarhus GF uitkomt. Daarvoor speelde hij onder meer voor Viborg FF en AC Horsens.

## Interlandcarrière
Andersen speelde meerdere wedstrijden voor verschillende Deense nationale jeugdteams.